# Крутенькое (Луганская область)
Крутенькое (укр. Крутеньке) — село в Кременском районе Луганской области Украины. Входит в Варваровский сельский совет.
Население по переписи 2001 года составляло 7 человек. Почтовый индекс — 92934. Телефонный код — 6454. Занимает площадь 0,006 км². Код КОАТУУ — 4421681003.

## Местный совет
92934, Луганська обл., Кремінський р-н, с. Варварівка, вул. Октябрська, 17  (укр.)